# 1992년 하계 올림픽 태권도
제25회 하계 올림픽 태권도 경기는 1992년 스페인 바르셀로나 시범 종목의 하나로 열렸다.